# Walter Binni
Walter Binni (Perugia, 4 maggio 1913 – Roma, 27 novembre 1997) è stato un critico letterario, politico e italianista italiano.
Dal 1936 antifascista liberalsocialista con Aldo Capitini, nel 1946 fu deputato del PSIUP all'Assemblea Costituente. Docente universitario dal 1948, applicò il suo metodo storico-critico allo studio delle poetiche. È stato uno dei maggiori studiosi della poetica e della poesia di Giacomo Leopardi.

## Biografia

### L'ambiente familiare e la scelta della letteratura
Nacque in un ambiente familiare in cui erano confluite ascendenze aristocratiche e borghesi: la madre Celestina Agabiti, pesarese, era sorella di Augusto Agabiti, scrittore e teosofo, e figlia di Francesco Agabiti, ufficiale garibaldino e segretario comunale a Pesaro e a Roma; il padre Renato, farmacista, proveniva da una famiglia marchigiana di proprietari terrieri che si era trasferita a Perugia alla fine del XIX secolo, avviando con Pietro Binni, padre di Renato, l'attività della Farmacia Inglese di Piazza IV Novembre; la nonna paterna era la marchesa Elena Degli Azzi Vitelleschi, figlia del giurista Giustiniano Degli Azzi Vitelleschi; la nonna materna era la folignate Vincenza Barugi, il cui padre Girolamo fu sindaco della città, liberale e capo riconosciuto della massoneria umbra.
Fin dagli anni del ginnasio appassionato di letteratura e storia, al termine degli studi presso il Liceo classico Annibale Mariotti si sottrasse alla professione di farmacista cui era destinato dal padre, partecipando nel 1931 al concorso nazionale per l'ammissione alla Scuola Normale Superiore di Pisa, su consiglio dell'italianista Guido Mazzoni, presidente della commissione di esame di terza liceo, e del preside del Liceo Mariotti, Gaetano Chiavacci, che gli fece scoprire la poesia di Carlo Michelstaedter e che ritrovò a Pisa; in quell'anno, segretario amministrativo della prestigiosa scuola era Aldo Capitini, cui il giovane Binni scrisse per chiedere informazioni: Capitini gli rispose con una lettera che segnò l'inizio di una fondamentale e duratura amicizia.

### Alla Scuola Normale Superiore di Pisa
Superata la selezione (primo vincitore), a Pisa incontrò maestri come Attilio Momigliano, Luigi Russo, Matteo Marangoni, Augusto Mancini, Giorgio Pasquali, strinse rapporti di amicizia con Claudio Baglietto, Delio Cantimori, Vittore Branca, Giuseppe Dessì, con gli ex-normalisti Carlo Ludovico Ragghianti, notoriamente antifascista, e Claudio Varese. Sempre più legato a Capitini, dopo l'allontanamento di costui dalla Normale nel 1933, per aver rifiutato la tessera del PNF, si mantenne in rapporto con l'amico e maestro, distaccandosi dalla cultura del regime e maturando una posizione di sostanziale "afascismo", come testimoniano i suoi primi articoli tra letteratura e politica su «Il Campano», rivista del GUF pisano.
Si laureò nel 1935 con una tesi intitolata La poetica del decadentismo italiano (relatore Luigi Russo), presto pubblicata (La poetica del decadentismo, 1936) per interessamento di Russo, che nel 1936 supplì per alcuni mesi; il successo editoriale del suo primo volume, recensito da Momigliano sul «Corriere della Sera», gli procurò collaborazioni con le principali riviste letterarie italiane: «La Nuova Italia», «Leonardo», «Letteratura». A Firenze conobbe Eugenio Montale, Alessandro Bonsanti, Elio Vittorini, Ernesto e Tristano Codignola, Cesare Luporini, Franco Fortini, Giorgio Spini.

### La cospirazione antifascista e il liberalsocialismo
Dal 1936, a Perugia, con Capitini fece parte di un comitato clandestino antifascista e dal 1937 svolse un'intensa attività di collegamento con intellettuali e militanti antifascisti a livello nazionale, condividendo con Capitini le posizioni del "liberalsocialismo". Allievo ufficiale a Moncalieri, a Torino conobbe Leone Ginzburg e Cesare Pavese. A Bolzano, ufficiale, animò un gruppo di antifascisti. Nel 1938, concluso il servizio militare, ottenne una cattedra presso l'Istituto tecnico Bordoni di Pavia; da Pavia compì frequenti viaggi a Milano, dove conobbe Ferruccio Parri, Francesco Flora, Giulio Preti, a Vicenza (dove conobbe Neri Pozza, Antonio Barolini, Antonio Giuriolo), a Bologna (Giuseppe Raimondi, Giorgio Bassani, Cesare Gnudi), a Padova (Concetto Marchesi, Manara Valgimigli). Rientrato a Perugia, dal 1939 insegnò all'Università per stranieri; in occasione di numerosi viaggi a Roma conobbe Guido Calogero, Mario Alicata, Pietro Ingrao, Ugo La Malfa, Paolo Bufalini e molti altri attivi organizzatori dell'antifascismo.

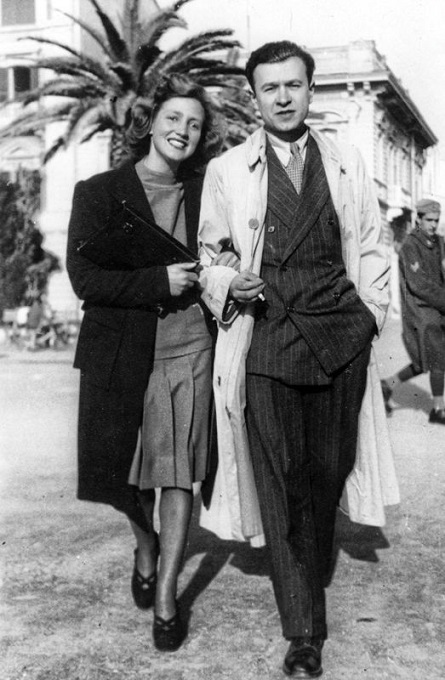
Walter Binni con la moglie Elena nel 1942

Nel 1939 si sposò con Elena Benvenuti (1912-2016), conosciuta a Pisa negli anni della Normale; alla fine dell'anno la morte della madre, Celestina Agabiti, aprì una ferita insanabile. Nel 1940, all'entrata in guerra del regime fascista, venne richiamato alle armi e inviato sul fronte francese e su quello jugoslavo; congedato nello stesso anno, riprese l'insegnamento all'Università per Stranieri. Nel 1942 conseguì la libera docenza in letteratura italiana, tenne un corso libero all'Università di Pisa e pubblicò la monografia Vita interiore dell'Alfieri, in cui applicò il proprio metodo storico-critico di studio delle "poetiche" a un autore che gli era particolarmente congeniale anche per ragioni politiche.

### Binni socialista, all'Assemblea Costituente
Nel 1943 aderì al Partito Socialista Italiano di Unità Proletaria e svolse un'intensa attività nella Resistenza. Negli ultimi mesi del 1943 venne segnalato in due informative della Prefettura e della Questura di Perugia come membro di un "comitato dei dodici" che trovò il suo sviluppo nel CLN di Perugia, e alla liberazione della città nel giugno del 1944 fu membro della prima giunta comunale (nominata dal CLN ma non riconosciuta dagli inglesi) e redattore del «Corriere di Perugia», organo del CLN, diretto da Capitini. Dal luglio dello stesso anno 1944 svolse un ruolo attivo nell'esperienza dei Centri di Orientamento Sociale (COS) ideati e promossi in Umbria da Capitini come pratiche di democrazia diretta, e nella costruzione del PSIUP su una linea rivoluzionaria in competizione con il PCI.
Nel 1946 si candidò per il PSIUP all'Assemblea Costituente e venne eletto per la circoscrizione di Perugia-Terni-Rieti. Alla Costituente si occupò in particolare dei problemi della scuola pubblica (contribuì alla formulazione dell'articolo 33 della Costituzione in difesa della scuola nazionale, delimitando le prerogative delle scuole private: "senza oneri per lo Stato"; nel 1946 promosse con Capitini e altri l'Associazione per la Difesa della Scuola Nazionale); dal maggio 1946 collaborò alla rivista «Europa socialista» diretta da Ignazio Silone, entrando a far parte della redazione. Nel febbraio 1947, al momento della scissione del PSIUP da cui nacquero il PSI di Pietro Nenni e il PSLI di Giuseppe Saragat, Binni non aderì né al PSI né al PSLI, anche se entrò da indipendente nel gruppo parlamentare di quest'ultimo.
L'intenso impegno politico non gli impedì di proseguire l'attività scientifica: nel 1947 pubblicò tre volumi importanti, Preromanticismo italiano, La nuova poetica leopardiana, Metodo e poesia di Ludovico Ariosto; il volume leopardiano aprì una nuova stagione della critica leopardiana, a definitivo superamento della lettura crociana.
Naufragata l'ipotesi siloniana di una federazione dell'area socialista, nel 1948 Binni partecipò a un ulteriore tentativo promosso da Ivan Matteo Lombardo, l'Unione dei Socialisti, di cui diventò coordinatore regionale per l'Umbria. Nello stesso anno, conclusi i lavori della Costituente (sua la commemorazione di Gandhi nella sua ultima seduta), decise di non proseguire l'esperienza di parlamentare per dedicarsi completamente alla sua attività di studioso e critico letterario; vinse un concorso per una cattedra universitaria di letteratura italiana e venne chiamato alla Facoltà di Lettere dell'Università di Genova, dove insegnò fino al 1956.

### Alle Università di Genova e di Firenze
Per avvicinarsi alla sede d'insegnamento, si trasferì a Lucca, la città di sua moglie. Nel 1949 collaborò con il Partito Socialista Unitario fino alla sua confluenza nel PSDI. Dal 1953 diresse «La Rassegna della letteratura italiana», già diretta da Achille Pellizzari fino al 1948, costruendo intorno alla rivista e alla cattedra genovese una scuola di critica letteraria; ne fecero parte numerosi giovani allievi, da Franco Croce a Riccardo Scrivano, da Mauro Manciotti a Giovanni Ponte a Giorgio Calcagno a Cesare Viazzi.
Nel 1956 fu chiamato alla Facoltà di Magistero dell'Università di Firenze, nella cattedra del dantista Francesco Maggini, e nel 1958 alla Facoltà di Lettere, nella cattedra già appartenuta ad Attilio Momigliano, scomparso nel 1952 (fu Binni a pronunciarne il discorso commemorativo nel maggio 1960). Nel 1958 promosse un nuovo tentativo di riunificazione dell'area socialista, il movimento dei "socialisti senza tessera" (con Giuliano Vassalli, Piero Fornara, Renzo Bianucci e altri) che alla fine dello stesso anno confluì nel PSI dopo il Congresso di Venezia in cui si affermò una linea di autonomia, dal PCI e dalla DC, per un governo di centrosinistra che avesse come programma minimo l'attuazione della Costituzione. A Firenze trovò un ambiente intellettuale e politico con il quale aveva relazioni profonde dagli anni trenta: la Firenze della rivista di Alessandro Bonsanti «Letteratura», del Gabinetto Vieusseux già diretto da Montale, de «Il Ponte» di Piero Calamandrei, della Nuova Italia, la casa editrice diretta da Tristano Codignola; l'Università era ricca di presenze prestigiose, da Eugenio Garin a Delio Cantimori, da Gianfranco Contini a Cesare Luporini, da Ernesto Sestan a Roberto Longhi, da Lanfranco Caretti a Giorgio Spini, a Giacomo Devoto, Glauco Natoli, Alessandro Perosa e tanti altri. Anche a Firenze, come a Genova, formò una scuola critica ricca di giovani allievi che coinvolse nell'attività della «Rassegna della letteratura italiana». Nella didattica universitaria confluirono i risultati della sua intensa produzione critica (Foscolo e la critica, 1957, Carducci e altri saggi, 1960) e della sua proposta metodologica, che trovò esplicita formulazione nel volume Poetica, critica e storia letteraria del 1963. Nello stesso anno pubblicò Classicismo e neoclassicismo nella letteratura del Settecento e L'Arcadia e il Metastasio.
Negli anni fiorentini proseguì il suo impegno politico per la democratizzazione dell'Università, svolgendo un ruolo di primo piano nell'agitazione universitaria del 1961 che provocò le dimissioni del rettore Eustachio Paolo Lamanna e preannunciò il movimento studentesco del 1968; dal 1960 fece parte della direzione nazionale dell'Associazione per la Difesa e lo Sviluppo della Scuola Pubblica (ADESSPI), fondata nel 1959. Proseguì il suo impegno politico complessivo all'interno del PSI e sostenne le iniziative promosse da Capitini (marcia per la pace Perugia-Assisi, 1961, e Camucia-Cortona, 1962). Nel 1963 fu al centro di una dura polemica culturale di rilievo nazionale, innescata per ragioni accademiche da un attacco pretestuoso dell'ambiente longhiano-continiano al suo volume metodologico Poetica, critica e storia letteraria; la polemica si sviluppò su «Paragone», «Paese Sera», «Il Ponte» e numerose altre testate.

### All'Università di Roma
Nel 1964 venne chiamato alla Facoltà di Lettere di Roma, dove si trasferì. Dal 1963 divenne socio corrispondente dell'Accademia dei Lincei (socio nazionale dal 1977), dove ritrovò tanti amici del periodo dell'antifascismo e dell'ambiente universitario pisano, genovese e fiorentino. Anche a Roma, come a Genova e a Firenze, l'impegno didattico di Binni fu totale, nelle lezioni, nei seminari, negli esami, e nel lavoro universitario confluirono i risultati del suo lavoro di critico e studioso: i corsi 1964-1967 furono dedicati a Leopardi, di cui Binni pubblicò un'importante edizione di Tutte le opere nel 1969, il cui saggio introduttivo divenne nel 1973 il volume La protesta di Leopardi.
In questi anni l'Università di Roma era terreno di continue incursioni neofasciste, soprattutto dal 1965, all'interno della nascente strategia della tensione contro il primo governo di centrosinistra. Nel maggio 1966 ci fu l'omicidio di Paolo Rossi, uno studente socialista: Binni ne pronunciò una dura commemorazione funebre (violentemente attaccata dalla stampa di destra) che denunciava le responsabilità delle bande fasciste, della polizia e del rettore Ugo Papi, contribuendo alle sue dimissioni, e svolse un ruolo attivo nella formazione di uno schieramento antifascista e democratico di docenti, studenti e organizzazioni della sinistra. A Roma fu l'inizio del movimento del '68, al quale Binni partecipò abbandonando nel 1967 il PSI dopo l'unificazione con il PSDI e schierandosi a fianco delle organizzazioni della sinistra extraparlamentare.
Nell'ottobre 1968 morì Aldo Capitini, di cui Binni pronunciò un appassionato discorso funebre in cui ricostruiva l'identità del maestro e amico, sottraendolo alle incomprensioni e rimozioni dei partiti della sinistra e rivendicando la complessa attualità del suo pensiero e dei suoi coraggiosi esperimenti di democrazia diretta, e di cui dettò l'epigrafe sulla sua tomba nel cimitero di Perugia: "Libero religioso e rivoluzionario nonviolento / pensò e attivamente promosse l'avvento / di una società senza oppressi / e l'apertura di una società liberata e fraterna".
Mentre proseguiva la sua produzione scientifica (Il Settecento letterario all'interno della Storia della letteratura italiana diretta da Emilio Cecchi e Natalino Sapegno, 1968; Storia letteraria delle regioni d'Italia, in collaborazione con Sapegno, 1968; edizione di Tutte le opere di Leopardi, con la collaborazione di Enrico Ghidetti, 1969; Saggi alfieriani, 1969), nella didattica universitaria sperimentò con il movimento degli studenti nuove modalità di studio e ricerca fondate sui seminari, continuando a pubblicare, soprattutto con la collaborazione di Riccardo Scrivano, numerosi strumenti di studio per i licei e l'Università. Nel corso dei drammatici anni settanta, Binni si schierò a fianco dei movimenti di lotta e contro l'involuzione autoritaria della società italiana, prendendo sistematicamente posizione sugli eventi che scandiscono quegli anni. Dal 1978, alla morte di Mario Fubini, fu nominato presidente del Comitato per l'edizione nazionale delle opere di Foscolo, e presidente del comitato per le celebrazioni del centenario foscoliano; nel 1982 pubblicò Ugo Foscolo. Storia e poesia. Il riflusso degli anni ottanta segnò la chiusura di un ciclo di possibili cambiamenti sociali e per Binni si trattò un paesaggio sconfortante, al quale reagì con il lavoro e una tenace fedeltà al proprio percorso esistenziale e politico.

### Gli ultimi anni

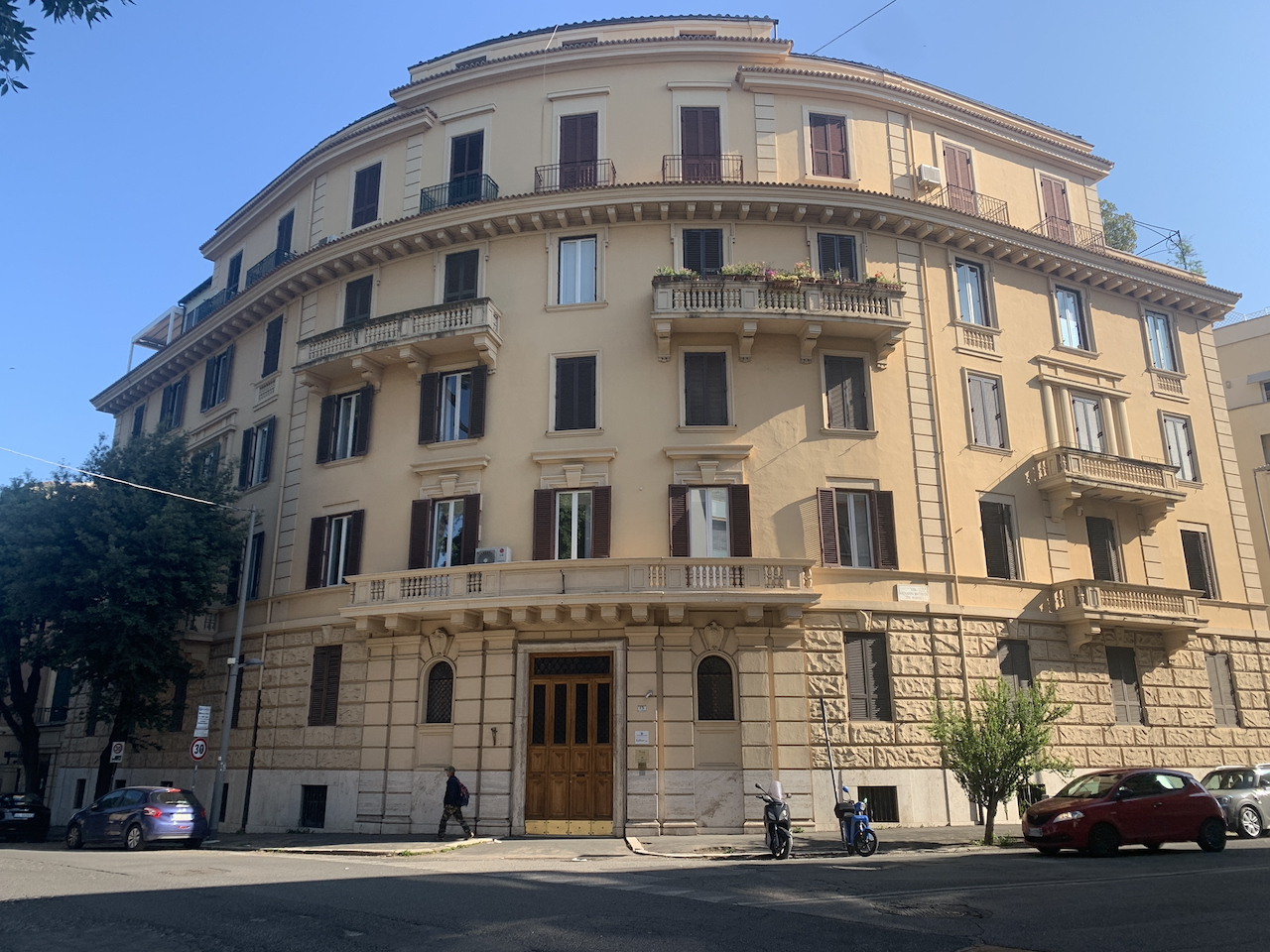
La casa romana di Walter Binni

Nel 1983, al compimento del settantesimo anno di età, venne collocato "fuori ruolo" fino al 1988; nel 1989, a conclusione definitiva del suo percorso accademico, fu nominato professore emerito. Nel 1983 la città di Genova gli conferì la cittadinanza onoraria, e l'anno successivo la Regione Umbria pubblicò un volume in cui Binni raccolse i suoi scritti "perugini ed umbri", La tramontana a Porta Sole, testimonianza del suo profondo legame con Perugia e con Capitini. Nel 1987 tenne una serie di conferenze, a Napoli e in Umbria (Perugia, Terni, Città di Castello) sulla Ginestra di Leopardi, insistendo sul valore del suo messaggio filosofico, poetico e politico. Dopo il 1989 seguì con attenzione la crisi del PCI, convinto che il crollo del "socialismo reale" dei paesi dell'Est Europa fosse un'opportunità di liberazione del "comunismo" dallo stalinismo e dalle sue conseguenze nefaste; nel 1994 si iscrisse a Rifondazione Comunista, anche come scelta di opposizione alla destra di Silvio Berlusconi, vincitrice delle elezioni.
Colpito da un edema polmonare nell'estate del 1990, negli anni successivi i postumi della malattia gli imposero un regime di vita fortemente limitato. Nel 1992 lasciò la direzione della «Rassegna della letteratura italiana», che affidò a un comitato di direzione composto da ex allievi e collaboratori delle Università di Genova, Firenze e Roma (Franco Croce, Giovanni Ponte, Enrico Ghidetti, Giorgio Luti, Giulio Ferroni, Gennaro Savarese). Nel 1993 raccolse gli scritti di metodologia nel volume Poetica, critica e storia letteraria, e altri saggi di metodologia, pubblicò in Lezioni leopardiane (1994) i corsi leopardiani degli anni 1964-1967, una nuova edizione degli Studi alfieriani (1995), Metodo e poesia di Ludovico Ariosto e altri studi ariosteschi (1996). In questi ultimi anni, con l'aiuto della moglie Elena, da sempre sua stretta collaboratrice, iniziò a mettere ordine nel suo archivio personale, selezionando in particolare 106 "corrispondenti scelti", e predispose la donazione della sua biblioteca alla Regione Umbria perché fosse collocata nella Biblioteca Augusta del Comune di Perugia; nel febbraio 1997 inviò all'Archivio di Stato di Perugia le oltre 700 lettere ricevute da Capitini tra 1931 e 1968. Nello stesso mese, in un'importante intervista a «L'Unità», Questa lotta tra vecchio e nuovo (2 febbraio), tracciò, da leopardiano persuaso, un lucidissimo e amarissimo bilancio dell'attuale situazione italiana, ed è dedicato a Leopardi il suo ultimo testo, scritto nella clinica romana dove venne ricoverato nel novembre 1997, e inviato al Comitato nazionale per le celebrazioni del bicentenario della nascita di Leopardi, di cui Binni era presidente. Morì il 27 novembre, lasciando sul tavolo di lavoro della sua abitazione romana di Via Alessandro Torlonia 15 un testo autobiografico, Perugia nella mia vita. Quasi un racconto (pubblicato dai familiari nel 1998), un bilancio esistenziale chiuso il 4 novembre 1997, nell'anniversario della morte della madre.

## Il metodo storico-critico
A partire da La poetica del decadentismo (Sansoni, Firenze, 1936, 19968) divenne fondamentale nella metodologia critica di Binni la nozione critico-estetica e storiografica di «poetica», caratterizzata, in antitesi al metodo crociano, «per una diversa volontà di integrale ricostruzione e delle personalità artistiche e della storia letteraria», sperimentata nella ricostruzione di interi periodi storico-letterari e nella rigorosa analisi della poesia e della poetica degli autori, da Dante ad Ariosto, da Foscolo a Leopardi, al Novecento. Tale nozione di poetica («sia programmatica ed esplicita, sia interna ed implicita») si venne articolando nel corso degli anni in una operosità critica tra le più incisive del Novecento e trovò la sua teorizzazione in Poetica, critica e storia letteraria (Bari, Laterza, 1963, 19808; poi in Poetica, critica e storia letteraria e altri scritti di metodologia, Firenze, Le Lettere, 1993).
La proposta metodologica di Binni per una critica letteraria che, forte del suo rigore storicistico (sulla linea De Sanctis-Gramsci-Russo) e filologico, permetta una dinamica comprensione dei fenomeni letterari e artistici in tutte le loro relazioni con la cultura e la Storia, segnò un concreto superamento delle distinzioni crociane tra poesia e non poesia (fallimentari nel caso emblematico di Leopardi), contrapponendosi alle schematizzazioni sociologiche e ai tecnicismi strutturalistici.

## Opere
- Linea e momenti della poesia leopardiana, in AA. VV., Sviluppi delle celebrazioni marchigiane: uomini insigni del maceratese, Macerata. Affede, 1935
- La poetica del decadentismo, Firenze, Sansoni, 1936.
- Vita interiore dell'Alfieri, Bologna, Cappelli, 1942.
- Preromanticismo italiano, Napoli, Edizioni Scientifiche italiane, 1947.
- La nuova poetica leopardiana, Firenze, Sansoni, 1947.
- Metodo e poesia di Ludovico Ariosto, Messina-Firenze, D'Anna, 1947.
- Critici e poeti dal Cinquecento al Novecento, Firenze, La Nuova Italia, 1951.
- Edizione critica di F. De Sanctis, Giacomo Leopardi, Bari, Laterza, 1953.
- I classici italiani nella storia della critica, 3 voll., Firenze, La Nuova Italia, 1954-1977.
- Carducci e altri saggi, Torino, Einaudi, 1960.
- Classicismo e neoclassicismo nella letteratura del Settecento, Firenze, La Nuova Italia, 1963.
- L'Arcadia e il Metastasio, Firenze, La Nuova Italia, 1963.
- Poetica, critica e storia letteraria, Bari, Laterza, 1963.
- Michelangelo scrittore, Roma, Ateneo, 1965; Torino, Einaudi, 1975.
- Il Settecento letterario, in Storia della letteratura italiana diretta da E. Cecchi e N. Sapegno, vol. VI, Il Settecento, Milano, Garzanti, 1968.
- Storia letteraria delle regioni d'Italia, in collaborazione con N. Sapegno, Firenze, Sadea-Sansoni, 1968.
- G. Leopardi, Tutte le opere, con la collaborazione di E. Ghidetti, Firenze, Sansoni, 1969.
- Saggi alfieriani, Firenze, La Nuova Italia, 1969; Roma, Editori Riuniti, 1981.
- La protesta di Leopardi, Firenze, Sansoni, 1973.
- Settecento maggiore. Analisi della poetica e della poesia di Goldoni, Parini e Alfieri, Milano, Garzanti, 1978.
- Monti poeta del consenso, Firenze, Sansoni, 1981.
- Ugo Foscolo. Storia e poesia, Torino, Einaudi, 1982.
- Incontri con Dante, Ravenna, Longo, 1983.
- La tramontana a Porta Sole. Scritti perugini ed umbri, Quaderni Regione dell'Umbria, 1984; nuova ed., Perugia, Edizioni del Fondo Walter Binni-Morlacchi editore, 2007.
- Lettura delle Operette Morali, Genova, Marietti, 1987.
- Poetica, critica e storia letteraria e altri scritti di metodologia, Firenze, Le Lettere, 1993.
- Lezioni leopardiane, a cura di N. Bellucci e M. Dondero, Firenze, La Nuova Italia, 1996.
- Studi alfieriani, 2 voll. a cura di M. Dondero, Modena, Mucchi, 1995.
- Metodo e poesia di Ludovico Ariosto e altri studi ariosteschi, a cura di R. Alhaique Pettinelli, Firenze, La Nuova Italia, 1996.
- Poetica e poesia. Letture novecentesche, a cura di F. e L. Binni, introd. di G. Ferroni, Milano, Sansoni, 1999.
- L'ultimo periodo della lirica leopardiana, a cura di C. Biagioli, premessa di E. Ghidetti, Perugia, Edizioni del Fondo Walter Binni-Morlacchi editore, 2009.
- La disperata tensione. Scritti politici (1934-1997), a cura di L. Binni, Firenze, Il Ponte Editore, 2011.
- Leopardi. Scritti 1934-1963, Opere complete di Walter Binni, vol. 1, Il Ponte Editore, 2014.
- Leopardi. Scritti 1964-1967, Opere complete di Walter Binni, vol. 2, Il Ponte Editore, 2014.
- Leopardi. Scritti 1969-1997, Opere complete di Walter Binni, vol. 3, Il Ponte Editore, 2014.
- Scritti novecenteschi 1934-1981, Opere complete di Walter Binni, vol. 4, Il Ponte Editore, 2014.
- Scritti politici 1934-1997, Opere complete di Walter Binni, vol. 5, Il Ponte Editore, 2014.
- La poetica del decadentismo (1936), Opere complete di Walter Binni, vol. 6, Il Ponte Editore, 2014.
- Ariosto. Scritti 1938-1994, Opere complete di Walter Binni, vol. 7, Il Ponte Editore, 2015.
- Alfieri. Scritti 1938-1994, Opere complete di Walter Binni, voll. 8-9, Il Ponte Editore, 2015.
- Goldoni. Scritti 1952-1978, Opere complete di Walter Binni, vol. 10, Il Ponte Editore, 2015.
- Scritti settecenteschi, Opere complete di Walter Binni, voll. 11-14, Il Ponte Editore, 2016.
- Dante, Michelangelo, Monti, Carducci e altri saggi. 1941-1983, Opere complete di Walter Binni, vol. 15, Il Ponte Editore, 2016.
- Foscolo. Scritti 1949-1951, Opere complete di Walter Binni, vol. 16, Il Ponte Editore, 2017.
- Foscolo. Scritti 1954-1982, Opere complete di Walter Binni, vol. 17, Il Ponte Editore, 2017.
- La critica letteraria. Scritti 1934-1993, Opere complete di Walter Binni, vol. 18, Il Ponte Editore, 2017.
- Letteratura italiana. Profilo storico. Dalle origini al Novecento (1966), Opere complete di Walter Binni, voll. 19-20, Il Ponte Editore, 2017.
- La tramontana a Porta Sole e altri scritti perugini e umbri, Opere complete di Walter Binni, vol. 21, Il Ponte Editore, 2017.
- Bibliografia degli scritti 1930-2017, Opere complete di Walter Binni, vol. 22, Il Ponte Editore, 2017.

### Fonti
- Marcello Turchi, Walter Binni, in AA.VV., Letteratura italiana. I critici, vol. V, Milano, Marzorati, 1987, pp. 3819–3830.
- Voce "Walter Binni" in AA.VV., Biografie e bibliografie degli Accademici Lincei, Roma, Acc. dei Lincei, 1976, pp. 745–747.
- L. Binni, La poetica di un «pessimista rivoluzionario», in W. Binni, La disperata tensione. Scritti politici (1934-1997), a cura di L. Binni, Firenze, Il Ponte editore, 2011, pp. 9–104.
- L. Binni, La protesta di Walter Binni. Una biografia, Firenze, Il Ponte editore, 2013, ISBN 978-88-88861-41-8.